# 何志文
何志文（1961年1月16日—），香港著名漫畫家，原名何智文，祖籍中國安徽省，本姓韋，因某祖宗帶領族人南下廣州、香港，才改姓何。他曾以韋志文、何同學作為筆名，發表漫畫作品。
1982年，加入王郎機構有限公司做助理，1984年離開成為獨立主筆，於《紅男綠女》期刊內發表第一個個人作品，其後於鄺氏出品有限公司編寫愛情故事深受少男少女讀者喜愛而成名。之後轉投多間不同的本地漫畫出版公司，曾同一時間編繪多部漫畫。十多年間，發表了多種不同風格的漫畫作品，如：愛情小品、法律、科幻、武俠及玄幻鬼故事等，作品有《流氓律師》，《英雄劍》等。
1997年，編寫武俠小說改編漫畫《絕代雙驕》，大獲好評，憑這部漫畫得到更多廣大讀者的認識和多個漫畫選舉的獎項。
2000年，創立自己的出版社世紀少年創作出版有限公司，發表個人原創故事《絕世無雙》，改编金庸作品《書劍恩仇錄》。
2006年，與黄玉郎合作發表科幻作品《笑傲星河》，可惜因市場未能接受下 8 期草草完結。
2007年，續寫《絕世無雙2》，故事以南宋帝末裔趙昺為主角闖蕩江湖。
2019年，與快樂百貨合作，於香港動漫節期間推出多款《絕世無雙》手辦玩具及精品。
2024年，得到香港第三屆「港漫動力」的香港漫畫支援計劃所資助，出版全新個人作品《九流俠醫》，銷量極佳，同年9月火速加印第二版。

## 作品列表
- 1984年 《紅男綠女》（以筆名韋志文發表）
- 1984年 《殺手傳奇》
- 1985年 《愛情故事》
- 1987年 《龍虎風雲》
- 1988年 《無可奉告》
- 1990年 《英雄劍》（全16期）
- 1990年 《黃昏戰士》
- 1990年 《街頭戰士》
- 1991年 《機密檔案之林過雲》
- 1991年 《車神》
- 1991年 《八百龍》
- 1992年 《流氓律師》
- 1992年 《新天若有情》
- 1992年 《八仙飯店》
- 1992年 《溶屍奇案》
- 1993年 《天若有情》
- 1993年 《現代豪俠傳》
- 1993年 《十萬個愛情為什麼》
- 1994年 《機甲之夢》
- 1995年 《神龍少年》
- 1996年 《夏級生》
- 1996年 《爾國臨格》（改篇自黃易著名科幻小説）
- 1997年 《賭聖97》
- 1997年 《絕代雙驕》（全177期）（改篇自古龍著名武俠小説）(2024年9月重新推出珍藏本)
- 2000-2005年《絕世無雙》（全196期）
- 2006年 《笑傲星河》（全8期）（與黄玉郎聯合創作）
- 2005-2006年 《書劍恩仇錄》（全30期）（改篇自金庸著名武俠小説）
- 2006-2011年 《絕世無雙2》（全128期）(2024年12月重新推出珍藏本)
- 2016-2017年 《夢想職業家》（全3期）（以筆名何同學發表）
- 2024年7月 《九流俠醫》（同年9月加印第二版）

## 參與電玩遊戲作品
- 2012年 Gameone《古龍群俠傳online》
- 2016年 Gameone《鐵血武林》

## 參與文化項目
- 2012年 香港漫畫研習營 （擔任講師）
- 2012年 翼動漫花筒—香港漫畫歷史展覽@臺北 （擔任講者）
- 2012年 廉潔社會 我撐你—粵港澳青少年反腐倡廉電腦動畫/漫畫創作比賽 （页面存档备份，存于）（中學漫畫組決賽評審）
- 2013年2月 老夫子歡慶五十周年暨公益愛香港（参展）
- 2013年6月 台灣文化部102年國際漫畫研習營 （擔任講師）
- 2017年7月 桃園國際動漫大展 （参展、擔任講者）
- 2017年9月 比利時布魯塞爾漫畫節 （参展）
- 2018年1-2月 Play！香港漫畫巡迴展覽 （参展）
- 2023-2024年 港澳大灣區動漫文化協會主辦 萬人迷全球華人原創漫畫公開賽（評審）
- 2024年12月 馬來西亞 Comic Fiesta 2024 （参展）
- 2014年12月 九流俠醫暨何志文作品座談分享會及簽書會@香港
- 2015年4月 大國長安粵港澳優秀動漫插畫展（参展）

## 外部連結
- 何志文的Facebook專頁
- 何志文—九流俠醫的漫畫藝術 Facebook專頁 （页面存档备份，存于）
- 何志文—百度百科 （页面存档备份，存于）